# На грі
На грі (рос. На игре) — російський бойовик Павла Санаєва 2009 року. У головних ролях знялися Віктор Вержбицький, Павло Прилучний, Олексій Бардуков, Марина Петренко. Прем'єра кінофільму відбулася 26 листопада 2009 року, в Україні фільм вперше показали 10 грудня 2009 р.